# Giovanni I Ducas
Giovanni I Ducas, detto il Bastardo (in greco Ἰωάννης Α' Δούκας?, Ioannes I Ducas; 1240 circa – 1289), è stato un militare bizantino sovrano della Tessaglia dal 1268 circa fino alla sua morte.

## Biografia
Giovanni Ducas era figlio illegittimo di Michele II Ducas, sovrano del despotato d'Epiro; da ciò venne il suo soprannome di Bastardo. Molto probabilmente Giovanni era il più anziano dei figli di Michele, infatti partecipò come generale, durante la battaglia di Pelagonia, del 1259. Giovanni sì sposò con una principessa valacca della Tessaglia, per questo nella battaglia di Pelagonia comandava un reparto di valacchi. Ma Giovanni disertò dalla coalizione composta da suo padre, da Guglielmo II Villehardouin principe d'Acaia e re Manfredi di Sicilia; Giovanni disertò perché non poteva sopportare Villehardouin, che lo continuava a prendere in giro perché era figlio illegittimo. L'abbandono del campo di battaglia da parte di Giovanni contribuì alla sconfitta della coalizione anti niceana, i niceani erano comandati da Alessio Strategopulo e da Giovanni Paleologo, fratello del basileus Michele VIII Paleologo (1259-1282). Poco dopo, pentito delle sue azioni, Giovanni Ducas tornò da suo padre.
Quando suo padre morì nel 1268c., Giovanni ereditò la Tessaglia e la Grecia centrale e divenne così sovrano della Tessaglia.

## Ascendenza
|                    |   |                 | Genitori |  |  | Nonni |  |  | Bisnonni       |  |  | Trisnonni         |  |
|                    |   |                 |          |  |  |       |  |  | Giovanni Ducas |  |  | Costantino Angelo |  |
|                    |   |                 |          |  |  |       |  |  | Giovanni Ducas |  |  | Costantino Angelo |  |
|                    |   | Teodora Comnena |          |  |  |       |  |  | Giovanni Ducas |  |  |                   |  |
| Michele I d'Epiro  |   |                 |          |  |  |       |  |  | Giovanni Ducas |  |  |                   |  |
|                    |   | …               | …        |  |  |       |  |  |                |  |  |                   |  |
|                    |   | …               | …        |  |  |       |  |  |                |  |  |                   |  |
|                    |   | …               | …        |  |  |       |  |  |                |  |  |                   |  |
| Michele II d'Epiro |   | …               |          |  |  |       |  |  |                |  |  |                   |  |
|                    |   | …               | …        |  |  |       |  |  |                |  |  |                   |  |
|                    |   | …               | …        |  |  |       |  |  |                |  |  |                   |  |
|                    |   | …               | …        |  |  |       |  |  |                |  |  |                   |  |
| Melissena          |   | …               |          |  |  |       |  |  |                |  |  |                   |  |
|                    |   | …               | …        |  |  |       |  |  |                |  |  |                   |  |
|                    |   | …               | …        |  |  |       |  |  |                |  |  |                   |  |
|                    |   | …               | …        |  |  |       |  |  |                |  |  |                   |  |
| Giovanni I Ducas   |   | …               |          |  |  |       |  |  |                |  |  |                   |  |
|                    | … | …               |          |  |  |       |  |  |                |  |  |                   |  |
|                    | … | …               |          |  |  |       |  |  |                |  |  |                   |  |
|                    | … | …               |          |  |  |       |  |  |                |  |  |                   |  |
| …                  | … |                 |          |  |  |       |  |  |                |  |  |                   |  |
|                    |   | …               | …        |  |  |       |  |  |                |  |  |                   |  |
|                    |   | …               | …        |  |  |       |  |  |                |  |  |                   |  |
|                    |   | …               | …        |  |  |       |  |  |                |  |  |                   |  |
| …                  |   | …               |          |  |  |       |  |  |                |  |  |                   |  |
|                    |   | …               | …        |  |  |       |  |  |                |  |  |                   |  |
|                    |   | …               | …        |  |  |       |  |  |                |  |  |                   |  |
|                    |   | …               | …        |  |  |       |  |  |                |  |  |                   |  |
| …                  |   | …               |          |  |  |       |  |  |                |  |  |                   |  |
|                    |   | …               | …        |  |  |       |  |  |                |  |  |                   |  |
|                    |   | …               | …        |  |  |       |  |  |                |  |  |                   |  |
|                    |   | …               | …        |  |  |       |  |  |                |  |  |                   |  |
|                    |   | …               |          |  |  |       |  |  |                |  |  |                   |  |